# گمینا شچچینک
گمینا شچچینک (به لهستانی:  Gmina Szczecinek) یک گمینا در لهستان است که در شهرستان شچچینک واقع شده‌است. گمینا شچچینک ۵۱۰٫۲۱ کیلومتر مربع مساحت و ۱۰٬۱۷۱ نفر جمعیت دارد.